# Bund Neues Vaterland
Der Bund Neues Vaterland war die bedeutendste deutsche pazifistische Vereinigung im Ersten Weltkrieg. Er bestand von 1914 bis 1916 und wurde 1918 neu gegründet. 1922 benannte er sich in Deutsche Liga für Menschenrechte um und bestand bis 1933.

## Bund Neues Vaterland  1914–1916

### Gründung
Der Bund „Neues Vaterland“ wurde am 16. November 1914 gegründet. Er ging aus dem seit Anfang Oktober 1914 von Lilli Jannasch geleiteten Verlag Neues Vaterland hervor und hatte seinen Sitz in Berlin in der Tauentzienstraße 9. Vorsitzende waren Kurt von Tepper-Laski und Georg Graf von Arco.

### Tätigkeiten
Der Bund versuchte während des Krieges durch persönliche Kontaktaufnahme seiner Mitglieder mit Regierungsvertretern sowie mit internationalen Friedensorganisationen für den schnellen Abschluss eines Friedens zu wirken.
In seinen Satzungen stellte er sich die Aufgabe, „die Diplomatie der europäischen Staaten mit dem Gedanken des friedlichen Wettbewerbs […] zu erfüllen und eine politische und wirtschaftliche Verständigung zwischen den Kulturvölkern herbeizuführen“.
Er verschickte entsprechende Denkschriften an einen ausgewählten Kreis.
Bei seinen Bemühungen machten zeitweise „Vertreter aller Flügel der SPD mit, darunter gelegentlich gar Karl Liebknecht. Außenpolitische Kompetenz wuchs dem Bund durch eine Reihe hochrangiger Diplomaten als Berater zu. Die Mitarbeit namhafter Soziologen und Nationalökonomen – etwa Lujo Brentano oder Leopold von Wiese – sicherten qualifizierte Aussagen des Bundes in seinen Flug- und Denkschriften auf dem Feld der Wirtschaftspolitik.“

### Schriften 1915
Von Januar bis Mitte März 1915 publizierte der Bund hektographierte Mitteilungen. Ferner wurden sechs Flugschriften des Bundes „Neues Vaterland“ veröffentlicht. In der „Kritischen Denkschrift an den Reichskanzler“ vom 20. Juni 1915 gegen die Annexionseingabe der sechs Wirtschaftsverbände vom 20. Mai 1915 (Denkschrift der Wirtschaftsverbände 1915) nahm der Bund am klarsten Stellung gegen den Krieg und mögliche Annexionen. In seinen Schriften wurden aber auch Themen wie die Stärkung der deutschen Demokratie, die Rolle des Parlaments und die Modernisierung des Wahlrechts diskutiert.

### Verbot 1916
Am 7. Februar 1916 untersagte das Oberkommando in den Marken auf Grund des Belagerungszustandes dem Bund für die Dauer des Krieges jede weitere Betätigung. Lilli Jannasch, die als Geschäftsführerin wirkte, wurde am 31. März 1916 verhaftet und in „Schutzhaft“ genommen.
Am 8. Juni 1916 wurde in kleinem Rahmen eine Ersatzgruppe unter dem Namen „Vereinigung Gleichgesinnter“ gegründet.

## Bund Neues Vaterland 1918–1922
Das Betätigungsverbot wurde erst im Oktober 1918 aufgehoben.
Der Bund Neues Vaterland gründete sich daraufhin neu.
In dem neuen Grundsatzprogramm hieß es: „Der Bund Neues Vaterland ist eine Vereinigung, um ohne Verpflichtung auf ein bestimmtes Parteiprogramm an dem Aufbau der deutschen sozialistischen Republik auf demokratischer Grundlage und darüber hinaus an dem großen Werke der Völkerverständigung mitzuarbeiten.“
Es wurden neue Hefte der Flugschriften des Bundes Neues Vaterland herausgegeben.
In den folgenden Jahren kam es zur engen Beziehung mit der Französischen Liga für Menschenrechte. Unter ihrem Einfluss benannte sich der Bund am 20. Januar 1922 in Deutsche Liga für Menschenrechte um und wurde mitbegründende Organisation der „Fédération internationale des ligues des droits de l’Homme“.

## Mitglieder (Auswahl)
Die Mitgliederzahl betrug bis 1922 etwa 200 .
Vorsitzende
- Kurt von Tepper-Laski, 1914
- Georg Graf von Arco, 1914
- Lilly Jannasch, 1916, Geschäftsführerin
- Elsbeth Bruck, 1916 Vorsitzende

Weitere Mitglieder
- Friedrich Simon Archenhold
- Walther Borgius
- Lujo Brentano
- Elsbeth Bruck
- Minna Cauer, Frauenrechtlerin
- Hans Delbrück
- Albert Einstein, Physiker
- Kurt Eisner
- Friedrich Wilhelm Foerster
- Alfred Hermann Fried
- Alexander Futran, USPD-Politiker
- Hellmut von Gerlach, pazifistischer Publizist
- Rudolf Goldscheid
- Emil Julius Gumbel, kritischer Publizist
- Paul Guttfeld
- Arthur Holitscher
- Harry Graf Kessler
- Gustav Landauer
- Otto Lehmann-Rußbüldt, Publizist
- Ernst Meyer, KPD-Funktionär
- Georg Friedrich Nicolai
- Paul Oestreich
- Hans Paasche, pazifistischer Offizier und Publizist
- Ludwig Quidde, pazifistischer Publizist
- Heinrich Rausch von Traubenberg
- Ernst Reuter
- Elisabeth Rotten, Mitgründerin
- Helene Stöcker, Frauenrechtlerin
- Leopold von Wiese
- Clara Zetkin
- Stefan Zweig